# Pseudophilautus temporalis
Espèce
Synonymes
- Ixalus temporalis Günther, 1864
- Philautus temporalis (Günther, 1864)

Statut de conservation UICN

 EX  : Éteint
Pseudophilautus temporalis est une espèce éteinte d'amphibiens de la famille des Rhacophoridae.

## Répartition
Cette espèce était endémique du Sri Lanka,. Les individus découverts en Inde dans les Ghats occidentaux sont désormais classés comme Pseudophilautus wynaadensis

## Description
Les femelles Pseudophilautus temporalis mesuraient entre 28 et 31 mm. Leur dos était brunâtre ou gris-olive ; leur ventre blanc avec une pigmentation brune au niveau de la gorge.

## Publication originale
- Günther, 1864 : The reptiles of British India, London, Ray Society, p. 1-452 (texte intégral).